# Вонвольниця (Пулавський повіт)
Вонвольниця (пол. Wąwolnica) — місто в Польщі, у гміні Вонвольниця Пулавського повіту Люблінського воєводства.
Населення — 1115 осіб (2011).

## Демографія
Демографічна структура станом на 31 березня 2011 року:
|          | Загалом | Допрацездатний вік | Працездатний вік | Постпрацездатний вік |
| -------- | ------- | ------------------ | ---------------- | -------------------- |
| Чоловіки | 539     | 111                | 366              | 62                   |
| Жінки    | 576     | 127                | 334              | 115                  |
| Разом    | 1115    | 238                | 700              | 177                  |